# سبيدر يورجنسن
سبيدر يورجنسن (بالإنجليزية: Spider Jorgensen)‏ هو لاعب كرة قاعدة أمريكي، ولد في 3 نوفمبر 1919 في فولسوم في الولايات المتحدة، وتوفي في 6 نوفمبر 2003 في رانتشو كوكامونغا في الولايات المتحدة.

## وصلات خارجية
- سبيدر يورجنسن على موقعبيزبول رفرنس.كوم (الدوري الرئيسي) (الإنجليزية)
- سبيدر يورجنسن على موقعبيزبول رفرنس.كوم (الدوري الثانوي) (الإنجليزية)
- سبيدر يورجنسن على موقع جمعية أبحاث البيسبول الأمريكية (الإنجليزية)